# Очамчыра (станция)
Очамчы́ра — железнодорожная станция Абхазской железной дороги, расположенная на линии Псоу — Ингур в городе Очамчыра. Является узловой, имеется ответвление на Ткуарчал.
По состоянию на 2022 год пассажирское движение на станции отсутствует. Осуществляется перегрузка угля, привезённого из Ткуарчала, на корабли.

## Инфраструктура
На станции находится Очамчырский железнодорожный вокзал. Как и большинство других вокзалов, он был разрушен во время грузино-абхазской войны, и с тех пор не восстановлен. В августе 2021 года руководство Абхазской железной дороги сообщило, что проводит масштабные работы по очистке и ремонту железнодорожного полотна от Сухума до Очамчыры впервые за послевоенное время.